# Воля-Крушинська
Воля-Крушинська (пол. Wola Kruszyńska) — село в Польщі, у гміні Белхатув Белхатовського повіту Лодзинського воєводства.
Населення — 134 особи (2011).
У 1975-1998 роках село належало до Пйотрковського воєводства.

## Демографія
Демографічна структура станом на 31 березня 2011 року:
|          | Загалом | Допрацездатний вік | Працездатний вік | Постпрацездатний вік |
| -------- | ------- | ------------------ | ---------------- | -------------------- |
| Чоловіки | 61      | 14                 | 38               | 9                    |
| Жінки    | 73      | 21                 | 37               | 15                   |
| Разом    | 134     | 35                 | 75               | 24                   |